# ストレイ・キャッツ
ストレイ・キャッツ（英語: Stray Cats）は、1980年代に活躍したアメリカ合衆国のロカビリー・バンド。ブライアン・セッツァーを中心とした男性3人によって構成される。ネオロカビリーブームの火付け役として一世を風靡した。

## 概要・来歴
メンバーはブライアン・セッツァー、リー・ロッカー、スリム・ジム・ファントムの3人。
サウンドの特徴として、シンプルなビートのブルース、ビバップやカントリー・ミュージックなどの要素を取り入れたギター、アップライトのベース、またセッツァーによる卓越したギタープレイなどが主に挙げられる。セッツァー自身が敬愛するロックンロール草創期のスター、エディ・コクランが使用していたギター、グレッチ（6120）を愛用し、ロックンロールに必要不可欠なある種の『とろみ』を残すギタープレイはセッツァーの代名詞になっている。
前身バンドはトムキャッツ。さらにその前はブラッドレスファラオスでアマチュア活動していた。1980年11月21日にアリスタ・レコードからデビュー。当時はマネージャー殴打事件やジニー・ジニー・ジニー裁判等、問題を次々と引き起こしていた（結局歌詞の一部を替えるという結末で和解）。1984年に活動停止。1986年に再結成するが、1993年に再び活動停止。2004年に再びツアーを周り現在に至る。

## メンバー
- ブライアン・セッツァー（Brian Setzer）
  - リードボーカル、ギター担当。（1979–1984、1986–1993、2004–2009、2018–現在）
- リー・ロッカー（Lee Rocker）
  - コントラバス、アコースティックギター、ボーカル担当。（1979–1984、1986–1993、2004–2009、2018–現在）
- スリム・ジム・ファントム（Slim Jim Phantom）
  - ドラムス、パーカッション、バックボーカル担当。（1979–1984、1986–1993、2004–2009、2018–現在）13 Catsのメンバーとしても活動していた。
- マークレオ–リズムギター担当。（2019–現在）

過去のメンバー
- ボブビーチャー–コントラバス（1979）
- ゲイリー・セッツァー–ドラム（1979）
- トミー・バーンズ–リズムギター（1984）

## アルバム作品
- 涙のラナウェイ・ボーイ - Stray Cats （1981年）
- ごーいんDOWN TOWN - Gonna Ball （1981年）
- ビルト・フォー・スピード - Built For Speed （1982年）
- セクシー&セヴンティーン - Rant N' Rave With The Stray Cats （1983年）
- ロック・セラピー - Rock Therapy （1986年）
- ブラスト・オフ - Blast Off! （1989年）
- レッツ・ゴー・ファスター - Let's Go Faster! （1990年）
- チュー・チュー・ホット・フィッシュ - Choo Choo Hot Fish （1992年）
- オリジナル・クール - Original Cool （1993年）
- ランブル・イン・ブリクストン - Rumble in Brixton （2004年）